# Восточный Сингхбхум
Восточный Сингхбхум (хинди पूर्वी सिंहभूम जिला; англ. East Singhbhum) — округ в индийском штате Джаркханд. Образован в 1990 году в результате разделения округа Сингхбхум на три самостоятельных округа. Административный центр — город Джамшедпур. Площадь округа — 3533 км². По данным всеиндийской переписи 2001 года население округа составляло 1 982 988 человек. Уровень грамотности взрослого населения составлял 68,8 %, что выше среднеиндийского уровня (59,5 %). Доля городского населения составляла 55 %.

## Полезные ископаемые
Весь уран Индии добывается в радиусе нескольких миль вокруг Джадугода (англ.), район Восточного Сингбхума, на месте старых урановых рудников (англ.). Джадугода, по оценкам, содержит более трети общего числа минеральных богатств Индии.